# Spellemannprisen 1980
Der Spellemannpris 1980 war die neunte Ausgabe des norwegischen Musikpreises Spellemannprisen. Die Nominierungen berücksichtigten Veröffentlichungen des Musikjahres 1980 und wurden im Januar 1981 bekannt gegeben. Die Preisverleihung fand am 7. Februar 1981 in Oslo statt. Übertragen wurde die Veranstaltung vom Norsk rikskringkasting (NRK) im Fernsehen und Radio. Den Ehrenpreis („Hedersprisen“) erhielt Kari Diesen.

## Gewinner
| Kategorie                                      | Gewinner                       | Werk                                    |
| ---------------------------------------------- | ------------------------------ | --------------------------------------- |
| Barn (Kinder)                                  | Rolf Just Nilsen               | Asbjørnsen og Moe's eventyrserie, 1 & 2 |
| Gammaldans/Folkemusikk (Gammaldans/Volksmusik) | Land Spellemannslag            | Gammaldans og springdans fra Land       |
| Hedersdiplom (Ehrendiplom)                     | Pete Knutsen, Bruno Oldani     | –                                       |
| Jazz                                           | Frode Thingnæs Quintet         | Direct to dish                          |
| Juryens hederspris (Ehrenpreis der Jury)       | Kari Diesen                    | –                                       |
| Ny Rock (Neuer Rock)                           | The Aller Værste               | Materialtretthet                        |
| Pop                                            | Dollie                         | Første akt                              |
| Rock                                           | Åge Aleksandersen              | Ramp                                    |
| Seriøse plater (Seriöse Platten)               | Arve Tellefsen                 | Serenade                                |
| Viser (Weisen)                                 | Ballade!                       | Ekstranummer                            |
| Åpen Klasse (Offene Klasse)                    | Contemporary Music From Norway | verschiedene                            |

## Nominierte
Barn
- Inger Hagerup: Barnas viser og vers
- Rolf Just Nilsen: Asbjørnsen og Moe's eventyrserie, 1 & 2
- Schauspieler und Musiker des Trøndelag Teater: Prins Umulius

Gammaldans/Folkemusikk
- Familien Kjøk: Folkemusikk i Ottadalstradisjon
- Land Spellemannslag: Gammaldans og springdans fra Land
- Nordkappkvintetten: Det swinger på Nordkapp

Jazz
- Frode Thingnæs Quintet: Direct to dish
- Kapstad, Johansen Quartet: Friends
- Per Borthen Swing Department Ltd, Karin Krog: Swingin’ arrival

Ny Rock
- Lumbago: Alt og litt ekstra
- Stavangerensemblet: Ta ein kjangs
- The Aller Værste: Materialtretthet

Pop
- Dollie: Første akt
- The Kids: Norske jenter
- Trond Granlund: Eloise

Rock
- Unit Five: Ængel med skit på vingan
- Veslefrikk: 1980
- Åge Aleksandersen: Ramp

Seriøse plater
- Arve Tellefsen: Serenade
- Brynjar Hoff: Oboe
- Den norske Blåsekvintett: Nielsen / Fernstrøm / Bilbao-komposisjoner

Viser
- Ballade!: Ekstranummer
- Kari Bremnes, Ola Bremnes: Folk i husan
- Tove Knutsen: Blå kveill

Åpen Klasse
- Barnesangleik: Og vil du være kjæresten min
- Contemporary Music From Norway: verschiedene
- H. M. Kongens Gardens Musikkorps: Hand across the sea